# Protomicroplitis glaphyra
Protomicroplitis glaphyra är en stekelart som först beskrevs av De Saeger 1944.  Protomicroplitis glaphyra ingår i släktet Protomicroplitis och familjen bracksteklar. Inga underarter finns listade i Catalogue of Life.